# Alashan (chameau)
L'Alashan ou Alxa est une race de chameau de Bactriane originaire du désert d'Alashan, en Mongolie-Intérieure (Chine).

## Distribution
Originaire du nord et nord-ouest de la Chine, on le trouve dans la Bannière gauche d'Alxa, en Mongolie-Intérieure. Il ne doit pas être confondu avec le Sunite (ou Sonid), une autre race que l'on trouve dans la Bannière droite d'Alxa. Il est nommé indistinctement Alashan (en mongol) ou Alxa (en chinois).

## Description
C'est un chameau de petite taille, les mâles atteignant en moyenne 172 cm au garrot pour un poids d'environ 600 kg. Les femelles, légèrement plus petite, pèsent environ 450 kg. La couleur de la robe varie du brun au blanc et les bosses font entre 30 et 40 cm,.

## Élevage et production

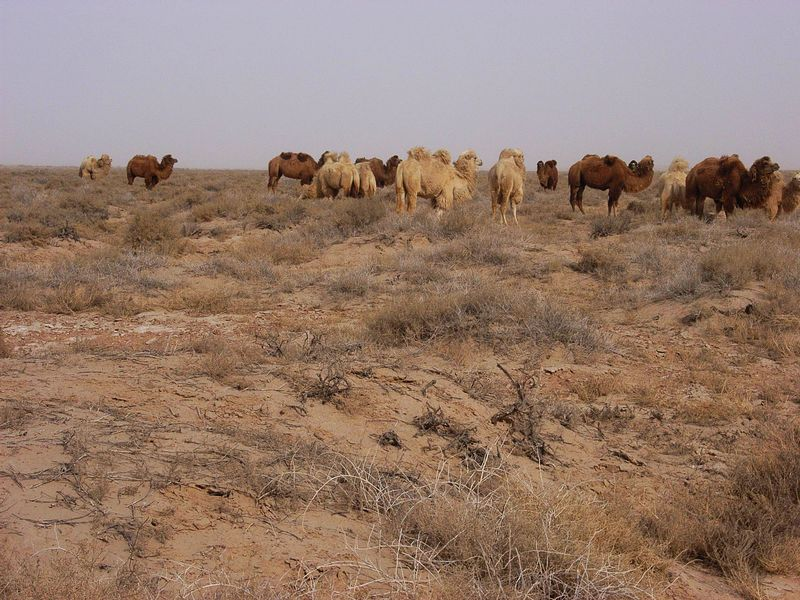
Troupeau de chameaux dans la bannière gauche d'Alxa.

Les animaux sont parfaitement adaptés au climat désertique et semi-désertique de la région d'Alashan. Ils peuvent résister à des températures extrêmes comme supporter une température au sol atteignant les 70 °C en journée ou des -20 à −30 °C les nuits d'hiver. Ils se nourrissent des herbes éparses et tolèrent celles ayant une haute salinité.
C'est une race multi-usages. Utilisé comme animal de bât, il peut porter 150 kg sur 25 à 35 km lors d'une journée de 7 à 8 heures. Attelé, il peut tirer seul 750 kg.
La chamelle donne naissance à un seul petit après une gestation d'environ 405 jours. Le chamelon pèse 35 kg à la naissance. Elle peut produire jusqu'à 2 kg de lait par jour, et fournir au total 600 kg pour une lactation de 400 jours.
À la fin du 20e siècle, la population de chameaux de la Ligue d'Alxa (toutes races confondues) chute drastiquement. Elle passe de 251 000 têtes en 1982 à moins de 56 000 en 2003. Cette chute coïncide avec le développement de l'élevage des chèvres cachemire, la commercialisation du cachemire et l’explosion du prix du produit. En 1994, un kilogramme de cachemire atteint 58 $ US alors que la laine de chameau stagne à 6-8 $ US le kg. En août 2000, les chameaux d'Alxa sont inscrit sur la liste nationale de protection des ressources animales par le ministère de l'Agriculture et en 2012, la China Animal Agriculture Association aide à relancer l'élevage camelin dans la région. Le développement et la revalorisation de la filière cameline et des subventions de l'état permettent de remonter les effectifs. Pour l'Alashan, sa population évaluée à 24 000 têtes en 2009 avait dépassé les 38 000 têtes en 2017.
Aujourd'hui, l'Alashan est avant tout connu pour la qualité de sa laine alimentant les marchés national et international. Un animal peut fournir jusqu'à 5 kg de laine issue de son sous-poil. Il fournit également du lait, vendu sous différentes formes (yaourts et produits cosmétiques) et de la viande.